# Isabelle de La Roche
Isabelle de la Roche, parfois Isabelle d'Athènes, (morte avant 1291) est la fille de Guy Ier de La Roche. Elle est d'abord mariée à Geoffroy de Briel, baron de Karytaina puis à Hugues de Brienne, avec qui elle a deux enfants.

## Biographie
Isabelle est d'abord mariée à Geoffroy de Briel, baron de Karytaina en 1256. Le couple reste sans enfants, et au décès de Geoffroy en 1275, la baronnie est divisée en deux : une moitié revient à sa veuve Isabelle alors que l'autre retourne au domaine princier de Guillaume II de Villehardouin, prince d'Achaïe.
Isabelle se marie à nouveau avec Hugues de Brienne en 1277. Le couple a deux enfants :
- Gautier (mort en 1311), duc d'Athènes, grâce aux droits successoraux transmis par Isabelle, et héritier d'Hugues ;
- Agnès, qui épouse Jean, comte de Joigny.

La date de la mort d'Isabelle n'est pas connue, mais elle ne survit pas à Hugues car ce dernier se remarie en 1291 à Helena Angelina Comnène, suggérant qu'Isabelle serait morte avant 1291.

## Sources
- Antoine Bon, La Morée franque : Recherches historiques, topographiques et archéologiques sur la principauté d’Achaïe, Paris, De Boccard, 1969 (lire en ligne).